# Iwan Bandałowski
Iwan Bandałowski (bułg. Иван Бандаловски, ur. 23 listopada 1986 w Sofii) – bułgarski piłkarz pochodzenia macedońskiego grający na pozycji prawego obrońcy. Od 2013 roku jest zawodnikiem klubu OH Leuven.

## Kariera klubowa
Karierę piłkarską Bandałowski rozpoczął w Lewskim Sofia. Nie przebił się do składu pierwszego zespołu i w 2004 roku odszedł do Liteksu Łowecz. 7 sierpnia 2004 zadebiutował w jego barwach w pierwszej lidze bułgarskiej w wygranym 2:0 domowym meczu z Łokomotiwem Sofia. Na początku 2005 roku został wypożyczony do Feyenoordu, jednak przez półtora roku nie zaliczył debiutu w Eredivisie i w 2006 roku wrócił do Liteksu. W sezonie 2007/2008 zdobył z Liteksem Puchar Bułgarii.
W 2008 roku Bandałowski odszedł do Łokomotiwu Sofia. Zadebiutował w nim 23 marca 2008 w wyjazdowym meczu z Czernomorcem Burgas (1:1). W zespole Lokomotiwu grał do lata 2010 roku.
Latem 2010 Bandałowski zmienił klub i odszedł z Łokomotiwu Sofia. Podpisał kontrakt z innym stołecznym klubem, CSKA Sofia. W CSKA zadebiutował 14 lipca 2010 w zwycięskim 1:0 domowym meczu z Lokomotiwem Płowdiw.
W 2013 roku Bandałowski przeszedł do Oud-Heverlee Leuven.
| Sezon   | Klub            | Kraj     | Rozgrywki     | Mecze | Bramki |
| ------- | --------------- | -------- | ------------- | ----- | ------ |
| 2004/05 | Liteks Łowecz   | Bułgaria | A PFG         | 8     | 0      |
| 2004/05 | Feyenoord       | Holandia | Eredivisie    | 0     | 0      |
| 2005/06 | Feyenoord       | Holandia | Eredivisie    | 0     | 0      |
| 2006/07 | Liteks Łowecz   | Bułgaria | A PFG         | 11    | 0      |
| 2007/08 | Liteks Łowecz   | Bułgaria | A PFG         | 2     | 0      |
| 2007/08 | Łokomotiw Sofia | Bułgaria | A PFG         | 7     | 0      |
| 2008/09 | Łokomotiw Sofia | Bułgaria | A PFG         | 13    | 1      |
| 2009/10 | Łokomotiw Sofia | Bułgaria | A PFG         | 21    | 1      |
| 2010/11 | CSKA Sofia      | Bułgaria | A PFG         | 15    | 0      |
| 2011/12 | CSKA Sofia      | Bułgaria | A PFG         | 26    | 1      |
| 2012/13 | CSKA Sofia      | Bułgaria | A PFG         | 23    | 2      |
| 2013/14 | OH Leuven       | Belgia   | Eerste klasse |       |        |

## Kariera reprezentacyjna
W reprezentacji Bułgarii Bandałowski zadebiutował 14 października 2009 roku w wygranym 6:2 meczu eliminacji do MŚ 2010 z Gruzją. Występował także w reprezentacji Bułgarii U-21.